# Cinema de Graça
Cinema de Graça foi uma sessão de filmes do SBT. Estreou em 1993 como um programa de férias da emissora e saiu do ar definitivamente em 1994. Em 2021, a sessão volta a ser exibida todos os domingos, após o Programa Sílvio Santos. Em 2022, foi substituída pela Sessão Meia Noite. 

## História
A sessão estreou em 23 de Dezembro de 1993 de Segunda a Sábado, às 21h30 da noite. A sessão prometia para o telespectador que ele não precisava recorrer a uma locadora ou assinar uma TV a cabo para assistir um bom filme até Janeiro, como diz nas chamadas dessa época. 
A sessão fez tanto sucesso que, ela foi estendida até Abril de 1994, e saiu do ar no mesmo mês.
No dia 8 de Junho de 2021, a sessão volta ao ar, agora sendo exibida todos os domingos após o Programa Sílvio Santos. O filme exibido na sua estreia foi Férias Frustradas em Las Vegas.
No dia 1 de Maio, a sessão é substituída pela Sessão Meia Noite, que geralmente passa filmes dos Trapalhões.[carece de fontes?]

## Filmes
Fonte n°1
Durante 1993 e 1994, a sessão exibia um gênero de filme diferente para cada dia da semana. 
- Segunda-feira:

Ação e Aventura
- Terça-feira:

Comédia e Romance
- Quarta-feira:

Suspense e Terror
- Quinta-feira:

Drama e Softcore
- Sexta-feira:

Ficção e Ação
- Sábado:

Pornochanchadas